# 찰리 플러머
찰리 플러머(영어: Charlie Plummer, 1999년 5월 24일 ~ )는 미국의 배우이다. 2013년 드라마 《그래닛 플랫츠》의 티미 샌더스 역, 2015년 영화 《킹 잭》의 잭 역, 2017년 영화 《올 더 머니》의 존 폴 게티 3세 역으로 잘 알려져 있다.

## 어린 시절
플러머는 미국 뉴욕주 포킵시에서 1996년 5월 결혼한 어머니 마이아 게스트와 아버지 존 크리스천 플러머 사이에서 태어났다.

## 출연 작품

### 영화
- 킹 잭 (2015, King Jack)
- 올 더 머니 (2017) - 존 폴 게티 3세 역
- 더 디너 (2017)
- 린 온 피트 (2017) - 찰리 톰프슨 역
- 비홀드 마이 하트 (2018, Dark Was the Night)
- 클로브히치 킬러 (2018)
- Share (2019)
- 비밀이 아닌 이야기 (2020)
- 터지기 전에 (2020)
- 문폴 (2022)

### 텔레비전
- 보드워크 엠파이어 (2011-13)
- 퍼슨 오브 인터레스트 (2012)
- 그래닛 플랫츠 (2013-15, Granite Flats)
- 루킹 포 알래스카 (2019)